# Новоніколаєвський район
Новоніколаєвський район (рос. Новониколаевский район) — муніципальне утворення у Волгоградській області.
Розташований на території українського історичного та культурного краю Жовтий Клин.